# Dragoș Bucurenci
Dragoș Bucurenci (n. 30 august 1981, București) este consultant și trainer de comunicare, activist civic și jurnalist român. A fost votat "Managerul Anului 2021" de cititorii revistei Capital. În 2010, a primit Premiul „Cel mai Bun Training al Anului” la Gala Business Edu pentru cursul bazat pe modelul Process Communication®. În 2014 s-a alăturat cabinetului Comisarului European pentru Politică Regională, Corina Crețu, de unde a plecat un an mai târziu, invocând „diferențe de stil de lucru”.
A fondat Asociația MaiMultVerde, una dintre cele mai cunoscute organizații ecologiste din România, a colaborat cu mai multe ziare și reviste și a realizat mai multe emisiuni de televiziune. În 2008 a apărut pe coperta revistei Esquire ca reprezentant al unui grup de "15 oameni care inovează, provoacă și schimbă lumea în care trăim".
În 2016 a prezentat Supraviețuitorul la Pro TV.

## Activitate civică
Dragoș Bucurenci a condus până în 2011 Asociația MaiMultVerde, organizație neguvernamentală care și-a propus să construiască o nouă cultură a voluntariatului pentru mediu în România. Ea a fost înființată în 2008 de către Dragoș Bucurenci, Doru Mitrana, Andreea Teodorescu și Hanno Höfer. În primii doi ani de funcționare, asociația a lucrat cu peste 11.000 de voluntari, a plantat 383.700 de puieți, a strâns 262 de tone de deșeuri și a deschis primul centru de închiriat biciclete din București, Cicloteque.
În martie 2008, într-un sondaj realizat de GfK Romania în rândul tinerilor cu vârste cuprinse între 18 și 35 ani din marile orașe, MaiMultVerde s-a clasat ca cea mai cunoscută organizație ecologistă după Greenpeace.
Înainte de MaiMultVerde, între 2004 și 2007, Dragoș Bucurenci a construit împreună cu Liviu Mihaiu Asociația Salvați Dunărea și Delta, una dintre cele mai puternice organizații de lobby ecologist din România. În ultimul an în care Dragoș i-a fost director, Salvați Delta a convins mai multe companii din România să investească peste 900,000 de euro în proiecte de protecție a mediului în Delta Dunării și a obținut Marele Premiu și Premiul pentru Protecția Mediului la  Gala Societății Civile.
În 2004 a coordonat acțiunea “Nu distrugeți Muzeul Țăranului Român!”, organizată cu sprijinul Fundației Anonimul Arhivat în 12 august 2010, la Wayback Machine.. Campania a reușit să obțină refacerea sălilor realizate de Horia Bernea și Irina Nicolau.

## Publicistică
Bucurenci a debutat la 17 ani în Dilema Veche, a fost șeful biroului de mediu la Academia Cațavencu între 2005 și 2006, iar în 2007 a semnat un editorial în fiecare luni în Evenimentul Zilei. A scris un editorial lunar din 2008 până în 2010  în revista Elle și din 2010 până în 2015 în revista "The One".
În 2004 a publicat un roman, RealK, la Polirom.
Blogul lui, bucurenci.ro, este între primele 20 cele mai influente bloguri din România, conform ZeList.

## Televiziune
Începând cu 2004 a prezentat și a realizat mai multe emisiuni de televiziune: Lecția de prim ajutor (Pro TV), Voluntar de profesie (Prima TV), Bună ca viața (TVR1), România verde (RealitateaTV), Linia verde (TVR1), Cultura libre (TVR1), Puncte pe arta lumii (TVR1), Dependențe (TVR Cultural).
În anul 2006 l-a susținut pe Mircea Eliade în cadrul unui documentar realizat pentru programul Mari_români (TVR1)
În 2010 a participat la cea de-a noua ediție a concursului Dansez pentru tine, difuzat la PRO TV.
În 2016 a prezentat Supraviețuitorul la Pro TV.

## Viață personală
Dragoș Bucurenci a fost una dintre primele personalități publice din România care au vorbit deschis despre sexualitatea lor. În mai 2008 Bucurenci și-a făcut coming out-ul în revista Elle declarând că e bisexual. Zece ani mai târziu, pe scena TEDx Baia Mare, a ținut un discurs în care a vorbit despre "tăcerea asurzitoare" care a însoțit acest coming-out..

## Educație
Este licențiat în Istoria și Teoria Artei al Universității Naționale de Arte din București și a urmat un Master în Administrarea Afacerilor în cadrul Stanford Graduate School of Business. Este certificat ca NLP Coach de către Academy of Coaching and NLP.